# Morašice (Morávia do Sul)
Morašice é uma comuna checa localizada na região de Morávia do Sul, distrito de Znojmo.